# Operation Nemesis
Die Operation Nemesis (armenisch Նեմեսիս գործողություն) umfasst eine Reihe von Attentaten, die sich gegen osmanische Verantwortliche am Völkermord an den Armeniern sowie Politiker der Demokratischen Republik Aserbaidschan, die für das Armenierpogrom in Baku 1918 verantwortlich waren, richteten. Die Operation wurde hauptsächlich von Schahan Natali, Armen Garo und Aaron Sachaklian geplant, benannt wurde sie nach Nemesis, der griechischen Göttin der Rache und der ausgleichenden Gerechtigkeit.
Zwischen 1920 und 1922 organisierte eine Geheimzelle der Armenischen Revolutionären Föderation im Rahmen der Operation mehrere Attentate, von denen vor allem die Ermordung Talât Paschas durch Soghomon Tehlirian in Berlin 1921 großes Aufsehen erregte.

## Hintergrund
Die Armenische Revolutionäre Föderation (ARF) war bereits in den frühen 1890er Jahren im Osmanischen Reich aktiv und versuchte, die verschiedenen Gruppierungen zu einen, die sich für eine Ausweitung der armenischen Autonomie einsetzten. Um armenische Zivilisten vor Übergriffen und Plünderungen durch kurdische Stämme und osmanische Hamidiye-Einheiten zu schützen, organisierte die ARF Fedayi-Guerillaeinheiten. Während des 8. Kongresses der ARF in Erzurum zwischen Juli und August 1914 forderten Mitglieder des Komitees für Einheit und Fortschritt die Gruppierung dazu auf, sie im Falle eines Krieges gegen das Russische Kaiserreich zu unterstützen, indem sie die in Russland lebenden Armenier zum Aufstand gegen den Zaren bewegten. Die Armenier beteuerten daraufhin zwar ihre Loyalität gegenüber der osmanischen Regierung, erklärten die Erfüllung der Forderung nach der Inszenierung eines Aufstandes jedoch für unmöglich.
Mitglieder der ARF gehörten zu den zahlreichen armenischen Intellektuellen, die am Roten Sonntag, dem 24. April 1915, in Konstantinopel auf Anordnung des osmanischen Innenministers Talât Paschas hin arrestiert und in Konzentrationslager nahe Ankara deportiert wurden, in denen viele von ihnen schließlich ums Leben kamen.
1919, nach dem Waffenstillstand von Moudros, wurden im besetzten Konstantinopel Militärgerichte einberufen, die einige der Hauptverantwortlichen für den Völkermord an den Armeniern zum Tode verurteilten. Da die osmanische Regierung jedoch oftmals daran scheiterte, gerechte Prozesse abzuhalten, übernahm das Vereinigte Königreich die Verantwortung über mehrere der inhaftierten Kriegsverbrecher und ließ sie aus den Gefängnissen Konstantinopels in die britische Kolonie Malta verlegen. Die Maltesischen Exilanten (türkisch Malta sürgünleri), wie sie in türkischen Quellen bezeichnet werden, wurden in den Jahren 1921 und 1922 gegen britische Gefangene der türkischen Regierung Mustafa Kemal Atatürks ausgetauscht. Da noch kein internationales Recht bestand, nach dem man sie hätte verurteilen können, blieben demnach viele der Verantwortlichen des Genozides auf freiem Fuß und konnten sich etwa nach Deutschland, Italien und Zentralasien bewegen.

## Kongress in Jerewan

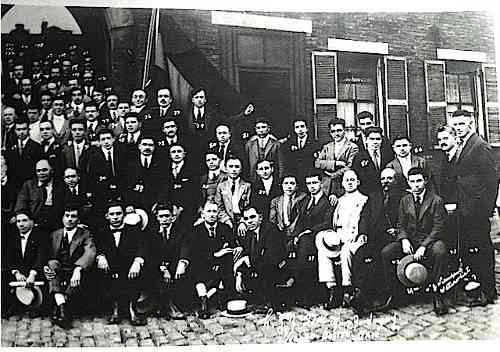
Kongress der ARF, der die Operation Nemesis auf den Weg brachte

Am 28. Mai 1918 rief der Armenische Nationalrat von Tiflis die Demokratische Republik Armenien aus. Howhannes Katschasnuni und Alexander Chatissjan, zwei führende Mitglieder der ARF, begaben sich daraufhin nach Jerewan, übernahmen die Kontrolle über die Stadt und erklärten am 30. Mai 1918 offiziell die Unabhängigkeit Armeniens. Jerewan wurde zur Hauptstadt Armeniens und vom 27. September bis zum Oktober 1919 Schauplatz des 9. Kongresses der ARF.
Im Rahmen des Kongresses wurde auch die Frage des Umgangs mit den Verantwortlichen des Völkermordes aufgegriffen. Trotz der lautstarken Einwände vieler russisch-armenischer Abgesandter entschied der Kongress, dass Gerechtigkeit nur durch Gewalt hergestellt werden könne. Obwohl sich selbst prominente Mitglieder der ARF, darunter Simon Wratzjan, Ruben Ter-Minasjan und Ruben Darbinjan, gegen Schahan Natalis Pläne aussprachen, wurde eine „Schwarze Liste“ ausgearbeitet, in der die Namen von 200 Personen, die man für die Organisation des Völkermordes hauptverantwortlich machte, festgehalten wurden.

Die durch die Operation angestrebte Rachenahme lässt sich auf zwei Ebenen betrachten: Einerseits rächte die ARF die Ermordung ihrer Landsleute, andererseits wollte sie sich an den Jungtürken rächen, zu denen sie bis zu deren Machtübernahme gute Beziehungen gepflegt hatte. Viele Mitglieder der ARF sahen den Genozid als einen Verrat seitens der Jungtürken an, die sie zuvor in der Jungtürkischen Revolution gegen Abdülhamid II. unterstützt hatten. Deshalb lässt sich die Operation Nemesis auch als eine Art Katharsis der ARF betrachten, die so „für ihren Fehler büßen“ wollte.

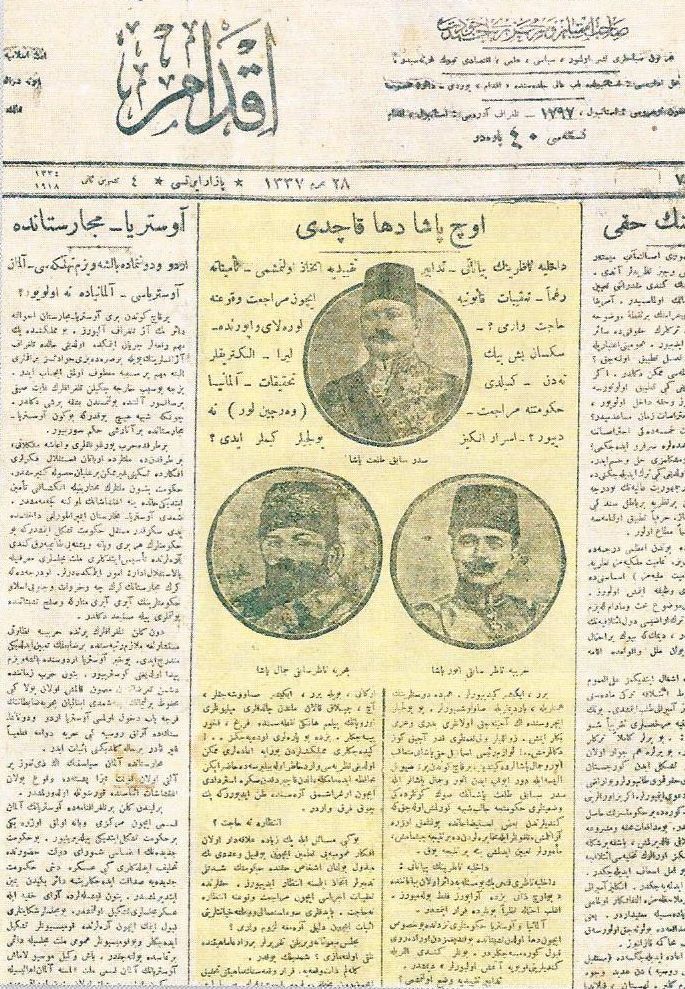
Die Titelseite der osmanischen Zeitschrift İkdam berichtet am 4. November 1918, dass die drei Paschas das Land verlassen haben. Abgebildet von links nach rechts: Cemal Pascha, Talât Pascha und Enver Pascha.

Die Führungsfigur der für die Attentate verantwortlichen Geheimzelle war Schahan Natali, der eng mit Grigor Merjanov zusammenarbeitete. Für Natali war das Hauptziel der Operation die Ermordung Talât Paschas, den er als „Nummer eins“ bezeichnete und Soghomon Tehlirian anvertraute. Natali hoffte darauf, aus Tehlirians Prozess einen politischen Prozess für die Verantwortlichen des Völkermordes zu formen. In seinen Memoiren veröffentlichte er die Befehle, die er Tehlirian erteilte: „Du wirst den Schädel des Nationsmörders Nummer eins sprengen und nicht versuchen zu fliehen. Du wirst dort stehen, deinen Fuß auf seiner Leiche, und dich der Polizei ergeben, die kommen und dich in Handschellen legen wird.“

## Folgen
Nach der Eingliederung Armeniens in die Sowjetunion und der Geburt der Armenischen SSR schreckten viele der nun im Exil befindlichen armenischen Revolutionäre nicht davor zurück, mit armenophoben türkischen und aserbaidschanischen Aktivisten zusammenzuarbeiten, um die Kontrolle über ihre Heimat zurückzuerlangen. Damit handelten sie entgegen Schahan Natalis Grundsatz, welcher besagt: „Der Armenier hat keinen größeren Feind als den Türken, die armenische Rache ist gerecht und gottgewollt.“ Zwischen beiden Seiten kam es zu starken Meinungsverschiedenheiten, die die Einigkeit der ARF belasteten. Um zu verhindern, dass sich Natalis „Freiheitskämpfer“ im 11. Kongress der ARF, der vom 27. März bis zum 2. Mai 1929 in Paris stattfand, durchsetzen könnten, begann die Führungsebene der Bewegung eine „Säuberung“, die mit dem Ausschluss Schahan Natalis aus der Partei begann. Ihm folgten Haig Kntouni; Glejian, Tartizian und deren Partisanen, General Smbad, Ferrahian und dessen Anhänger, Mgrdich Yeretziants, Levon Mozian, Vazgen Shoushanjan, Mesrob Kouyoumjan, Levon Kevonian und viele weitere. Einige von ihnen gründeten nach ihrem Ausschluss aus der Partei die Zeitschrift Mardgots („Bastion“) in Paris. Als Protest gegen diese „Säuberung“ traten mehrere Mitglieder des Zentralen Komitees der Armenischen Revolutionären Föderation in Frankreich zurück.
Am 31. Mai 1926 verabschiedete die Regierung der Türkei Gesetz Nummer 882, durch das sie den Verwandten osmanischer Führungspersönlichkeiten, die für ihre Beteiligung am Völkermord an den Armeniern ermordet wurden, Eigentum vermachte, welches zuvor „flüchtigen Armeniern“ gehört hatte. Dieses Gesetz deckte unter anderem die Familien bedeutsamer Politiker des Komitees für Einheit und Fortschritt ab, darunter die Verwandtschaft von Talât Pascha, Cemal Pascha, Said Halim Pascha und Bahattin Şakir. Der türkische Politiker Recep Zühtü Soyak, ein loyaler Anhänger und der Privatsekretär Atatürks, hielt fest, dass das Gesetz „allen Attentätern eine Warnung erteilte: Ihr könnt einen Türken zwar töten, doch mit eurem Geld werden wir seine Nachkommen großziehen, sodass sie euch morgen die Augen ausreißen und den Schädel zertrümmern werden.“
Im Rahmen der Operation waren zudem Attentate auf Enver Pascha, der 1922 in einem Gefecht gegen sowjetische Soldaten umkam, und Mustafa Abdülhalik Renda geplant, welcher 1957 verstarb.

## Attentatsliste
Zu Personen, die im Rahmen der Operation Nemesis ermordet wurden, zählen unter anderem:
| Datum und Ort                                                               | Ziel                                                                      | Attentäter                                                 |
| --------------------------------------------------------------------------- | ------------------------------------------------------------------------- | ---------------------------------------------------------- |
| 19. Juni 1920 Tiflis, Georgien                                              | Fətəli Xan Xoyski Premierminister Aserbaidschans                          | Aram Jerkanjan Misak Kirakosjan                            |
| 15. März 1921 Berlin, Weimarer Republik                                     | Talât Pascha Osmanischer Innenminister und Großwesir                      | Soghomon Tehlirian                                         |
| 18. Juli 1921 Konstantinopel (besetzt durch die Entente), Osmanisches Reich | Behbud Xan Cavanşir Innenminister Aserbaidschans                          | Misak Torlakjan                                            |
| 5. Dezember 1921 Rom, Italien                                               | Said Halim Pascha Osmanischer Großwesir                                   | Arschawir Schirakjan                                       |
| 17. April 1922 Berlin, Weimarer Republik                                    | Bahattin Şakir Gründungsmitglied des Komitees für Einheit und Fortschritt | Aram Jerkanjan                                             |
| 17. April 1922 Berlin, Weimarer Republik                                    | Cemal Azmi Wālī des Vilâyets Trabzon                                      | Arschawir Schirakjan                                       |
| 25. Juli 1922 Tiflis, Georgische SSR                                        | Cemal Pascha Wālī des Vilâyets Syrien und osmanischer Marineminister      | Artasches Gevorgian Stepan Dzaghigian Bedros Ter-Boghosian |

Außerdem wurden folgende als Verräter und Kollaborateure denunzierte Armenier ermordet:
| Datum und Ort                                   | Ziel | Attentäter           |
| ----------------------------------------------- | --- | -------------------- |
| 1920 Konstantinopel, Osmanisches Reich          | Haruthjun Mkrtschjan Führungsfigur der osmanischen Geheimpolizei in Konstantinopel                                                                   | Soghomon Tehlirian   |
| 27. März 1920 Konstantinopel, Osmanisches Reich | Wahe Ihsan Beteiligung an der Erstellung der Liste armenischer Intellektueller, die am Roten Sonntag deportiert wurden                               | Arschawir Schirakjan |
| 1920 Syrien, unter französischer Kontrolle      | Arschawir Jasjan Vereitelte 1914 einen Attentatsversuch der Huntschaken auf Talât Pascha                                                             | Arschak Jesdanjan    |
| 1920 Konstantinopel, Osmanisches Reich          | Hmajan Arameanzh Verschaffte den Osmanen Informationen, auf deren Basis man Planer des versuchten Attentates der Huntschaken auf Talât Pascha hängte | Arschak Jesdanjan    |

## Denkmal in Jerewan
Am 25. April 2023 wurde in Jerewan ein Denkmal zu Ehren jener Armenier, die an der Operation Nemesis beteiligt waren, eingeweiht. Die Außenministerien Aserbaidschans und der Türkei denunzierten das Mahnmal bereits wenige Tage darauf. Am 3. Mai 2023 verkündete der türkische Außenminister Mevlüt Çavuşoğlu weiterhin, dass die Türkei als Reaktion auf das Denkmal ihren Luftraum für armenische Fluggesellschaften sperren würde.